# 藤井站
藤井站（日语：／ Fujii eki */?）是位於福井縣三方上中郡若狹町藤井41番12號，西日本旅客鐵道（JR西日本）的小濱線車站。

## 歷史
- 1961年（昭和36年）8月1日 - 小濱線十村站至三方站之間開設此站，為旅客車站。
- 1987年（昭和62年）4月1日 - 伴隨國鐵分割民營化，車站由西日本旅客鐵道（JR西日本）營運。

## 車站構造
車站是一座地面車站，設有1面1線單式月台，敦賀方向的列車會開啟右邊車門。前往東舞鶴方向和敦賀方向的列車使用同一月台。
此站是由敦賀地域鐵道部管理的無人車站。此站沒有車站大樓，車站出入口直接連接月台。此站沒有自動售票機等設備。

## 使用狀況
根據「福井縣統計年鑑」，在2018年（平成30年）度1日平均乘車人次為25人。
以下各為年度1日平均乘車人次列表：
| 年度   | 1日平均 乘車人次 |
| ------ | ---------------- |
| 1997年 | 41               |
| 1998年 | 38               |
| 1999年 | 34               |
| 2000年 | 28               |
| 2001年 | 27               |
| 2002年 | 28               |
| 2003年 | 29               |
| 2004年 | 30               |
| 2005年 | 28               |
| 2006年 | 35               |
| 2007年 | 31               |
| 2008年 | 40               |
| 2009年 | 46               |
| 2010年 | 31               |
| 2011年 | 29               |
| 2012年 | 26               |
| 2013年 | 25               |
| 2014年 | 20               |
| 2015年 | 19               |
| 2016年 | 22               |
| 2017年 | 20               |
| 2018年 | 25               |

## 車站周邊
- 國道27號
- 若狹町立明倫小學

## 相鄰車站
西日本旅客鐵道（JR西日本）
■小濱線
十村－藤井－三方
此站與十村站之間的距離只有2.0公里，為小濱線內最短車站之間距離（而最長的車站距離是松尾寺站至東舞鶴站之間，兩者相距6.1公里。）

## 注腳
1. ↑  福井県統計年鑑 （页面存档备份，存于）（日語）
2. ↑   (PDF). 福井県.   [2020-05-10]. （原始内容 (PDF)存档于2021-11-03） （日语）.

## 外部連結
- 藤井｜車站資訊：JR出門網 - 西日本旅客鐵道（日語）